# El amor dura tres años
El amor dura tres años es una novela de inspiración autobiográfica de Frédéric Beigbeder, publicada en Francia en 1997 y editada por Anagrama en español en 2003 en la traducción de Sergi Pàmies, que relata la vida y las decepciones sentimentales de Marc Marronnier, cronista mundano. 

## Argumento
Marc Marronnier relata desordenadamente sus vicisitudes amorosas y su visión del Amor. La tesis que plantea ya en el título aparece en diversas ocasiones a lo largo de la novela: el amor dura solamente tres años, luego en las relaciones de pareja se imponen el tedio y la monotonía. El narrador inicia el relato de sus aventuras con la ruptura con su esposa Anne, lo que le permite relatar toda su historia sentimental, y la aparición del amor adulterino con su amante Alice, incapaz de seguirle cuando se ve separado.
Beigbeder utiliza su habitual estilo satírico para criticar todo el mundo burgués de la sociedad parisina.